# Complexo Desportivo de Lousada

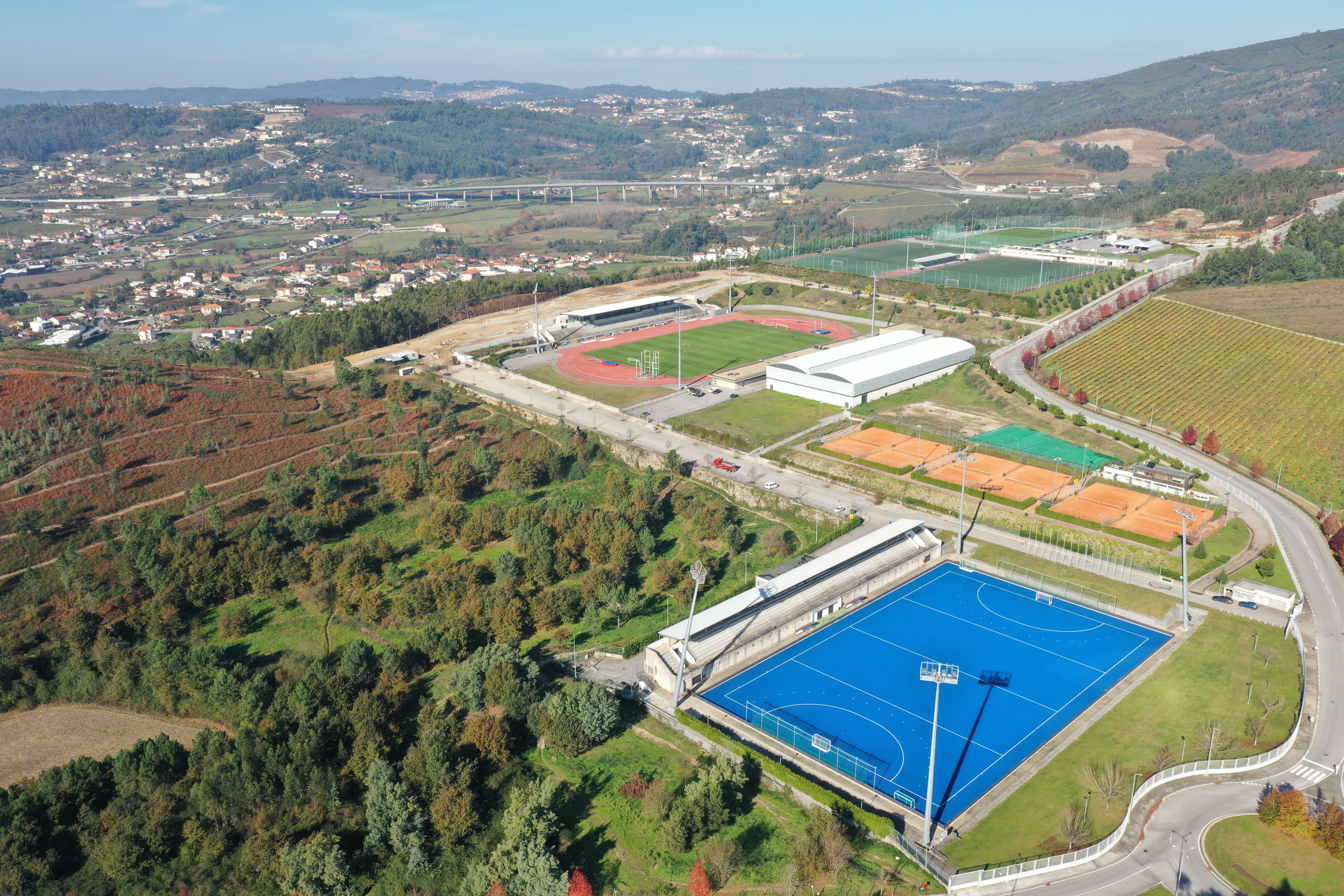
Complexo Desportivo de Lousada

O Complexo Desportivo de Lousada é uma área desportiva com área a cerca de 50 hectares (500 metros), localizada a cerca de 1 quilómetro do centro da Vila de Lousada. Este espaço inellui um conjunto de infraestrutura e a rede de equipamentos previstos representam uma aposta decisiva na promoção e desenvolvimento do desporto e da atividade física.
Representa, também, uma nova atitude no desporto. Uma proposta original e de qualidade, e que, ao mesmo tempo, surge como desafio e compromisso no Concelho mais jovem do Continente, decidido a criar condições objetivas para simplificar e universalizar o acesso à prática desportiva regular.
Este espaço iclui:
1. Estádio Municipal de Hóquei
2. Residência Desportiva;
3. Campos de Ténis de terra batida ao ar livre;
4. Campos de ténis sintéticos cobertos;
5. Pavilhão Polidesportivo;
6. Estádio Municipal de Lousada;
7. Pista de Atletismo;
8. Pista de XCO;
9. Pavilhão de Ténis de Mesa;
10. Campos Multifuncionais;
11. Relvado n.º 2;
12. Minicampo.

A sua construção tem sido efetuada de forma faseada, ao longo do tempo, sendo que a primeira infraestrutura a ser finalizada e a ter prática desportiva foi o Estádio Municipal de Hóquei, onde se pratica a modalidade de hóquei em campo.
Todo este espaço é de referência, a nível regional e nacional, uma vez que inclui um número significativo de equipamentos, sendo todos eles de elevada qualidade e devidamente certificados e homologados para as diferentes práticas.
O facto de bastantes zonas ajardinadas na ligação entre campos, torna o Complexo Desportivo de Lousada mais harmonioso e interessante.

Em simultâneo, é ladeado a este por uma ecopista com cerca de 4 quilómetros, em circuito, permitindo um passeio com partida e chegada.
1. 1 2  «Complexo desportivo». www.cm-lousada.pt. Consultado em 26 de agosto de 2021